# Saipan
Pour le film de guerre américain, voir Saipan (film, 1960).

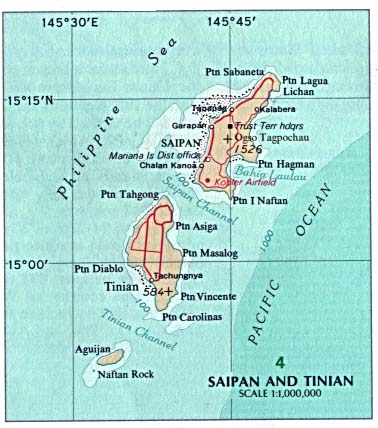
Saipan et Tinian

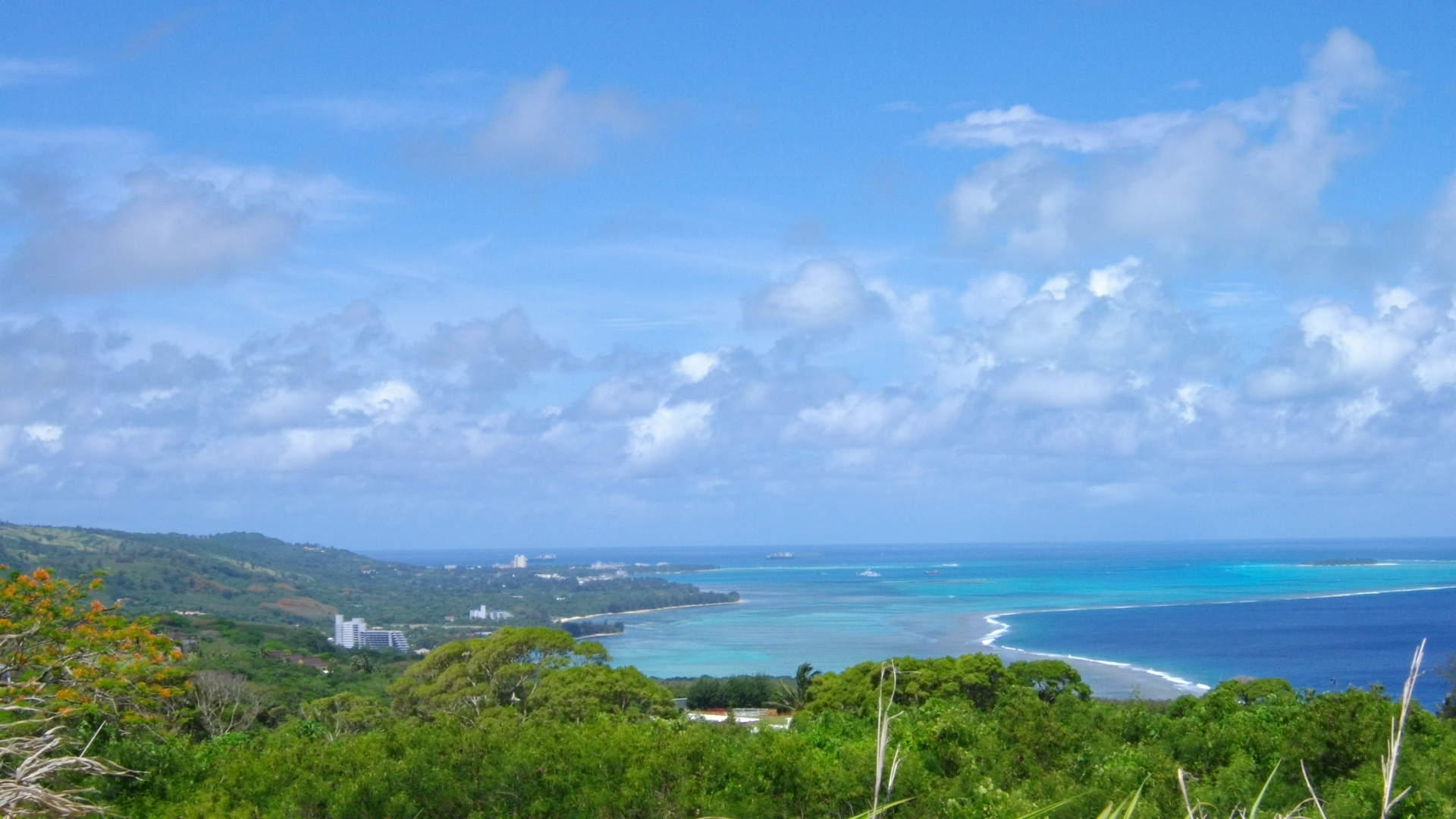
Vue du nord de Saïpan

Saipan, parfois francisé en Saïpan (Code International : MP.SA), est la plus grande des îles du Commonwealth des îles Mariannes du Nord rattachées aux États-Unis depuis 1944, une chaîne de 15 îles faisant partie de l’archipel des îles Mariannes dans la mer des Philippines.

## Géographie

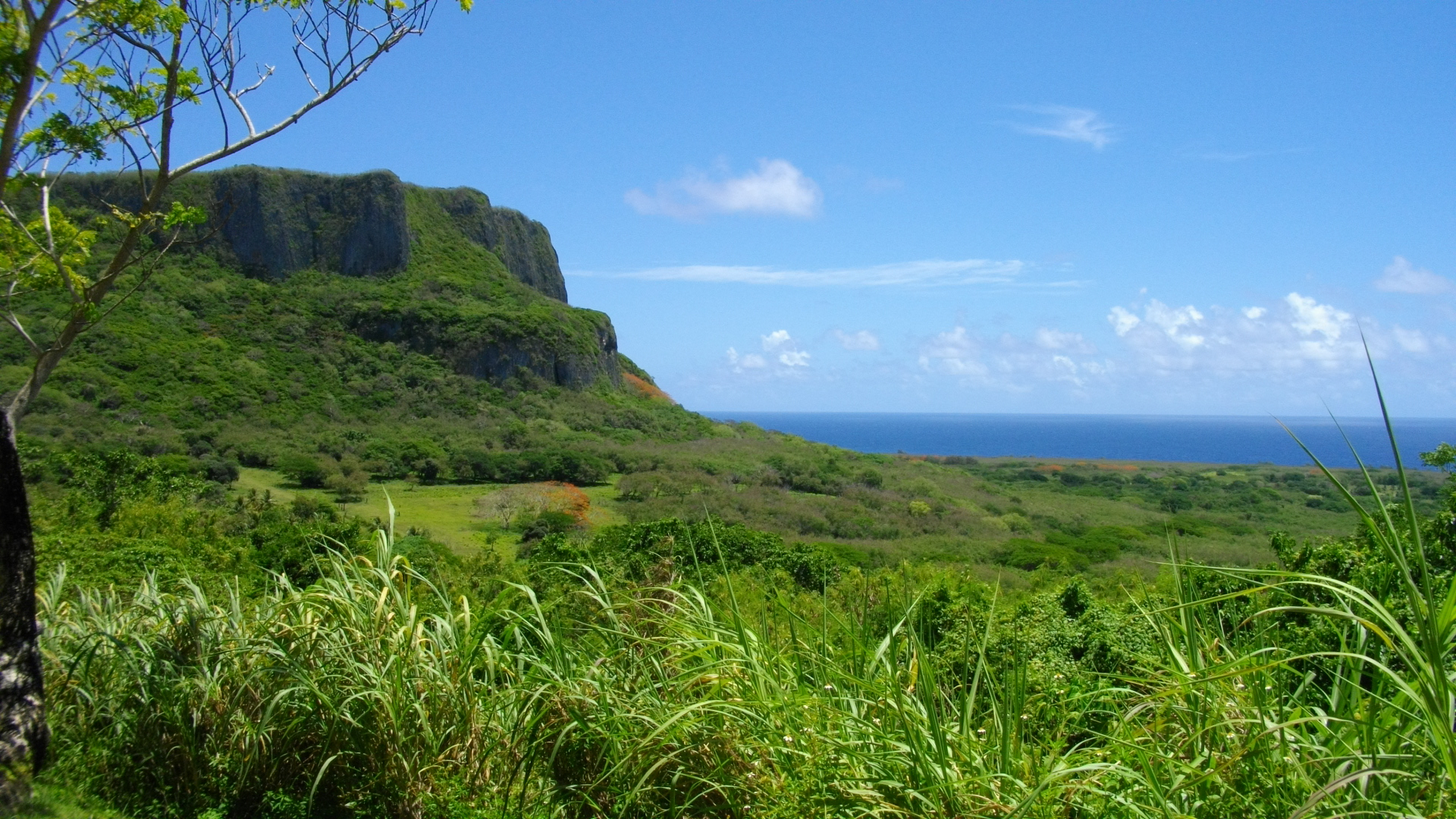
Le Mont Marpi

Située à 15,25° de latitude nord et 145,75° de longitude est, à environ 200 km au nord de Guam et à 9,3 km au nord-est de Tinian, Saipan mesure environ 20 km de long et 9 km de large pour une superficie de 115,39 km2. Elle est une importante destination touristique.
La partie ouest de l’île est constituée de plages et d'un récif corallien, tandis que la partie est essentiellement formée de falaises rocheuses. Le point le plus élevé, le mont Tapochau, est constitué de meulière et culmine à 474 mètres. Contrairement aux autres montagnes de l'archipel des Mariannes, il ne s'agit pas d'un volcan éteint, mais d'une formation calcaire. Au nord du mont Tapochau, près de la falaise de Banzaï, se trouve une crête composée de plusieurs collines. Le mont Achugao, situé à 3,2 km au nord, est considéré comme une stratification rémanente d'un cône volcanique datant de l'Éocène et dont le centre n'était pas aussi éloigné vers le nord qu'il ne l'est actuellement.

### Climat
Saipan a un climat tropical marin modéré par des alizés saisonniers en provenance du nord-est entre novembre et mars et de l'est entre mai et octobre.
La température moyenne avoisine les 29 °C. Saipan est un lieu à très faible amplitude thermique. Elle en détient ainsi le record du monde, constaté sur 9 ans (1927–1935) où elle a été de 11,80 °C seulement. Cependant, avec le réchauffement climatique général, l'île présente aujourd'hui des variations considérables entre les zones côtières et montagneuses.
La saison sèche a lieu entre décembre et juin. La saison pluvieuse a lieu de juillet à novembre. La saison des typhons a lieu de juillet à décembre. Saipan, comme le reste des îles de l'archipel des Mariannes, subit au moins un typhon par an.

## Démographie
Aux côtés de l’anglais, la langue indigène, le chamorro, est utilisée par approximativement 19 % des habitants. L’île a aussi quelques autres groupes ethniques provenant de Chine, du Bangladesh, des Philippines, de Thaïlande, du Vietnam et du Cambodge.
Un grand pourcentage de la population de l’île est constituée d'immigrants du Japon, de Chine et de Corée qui faisaient partie de la première génération.
D'après un recensement établi par les Ètats-Unis en 2010, la population de Saipan est de 48 220 habitants.

### Villes et villages

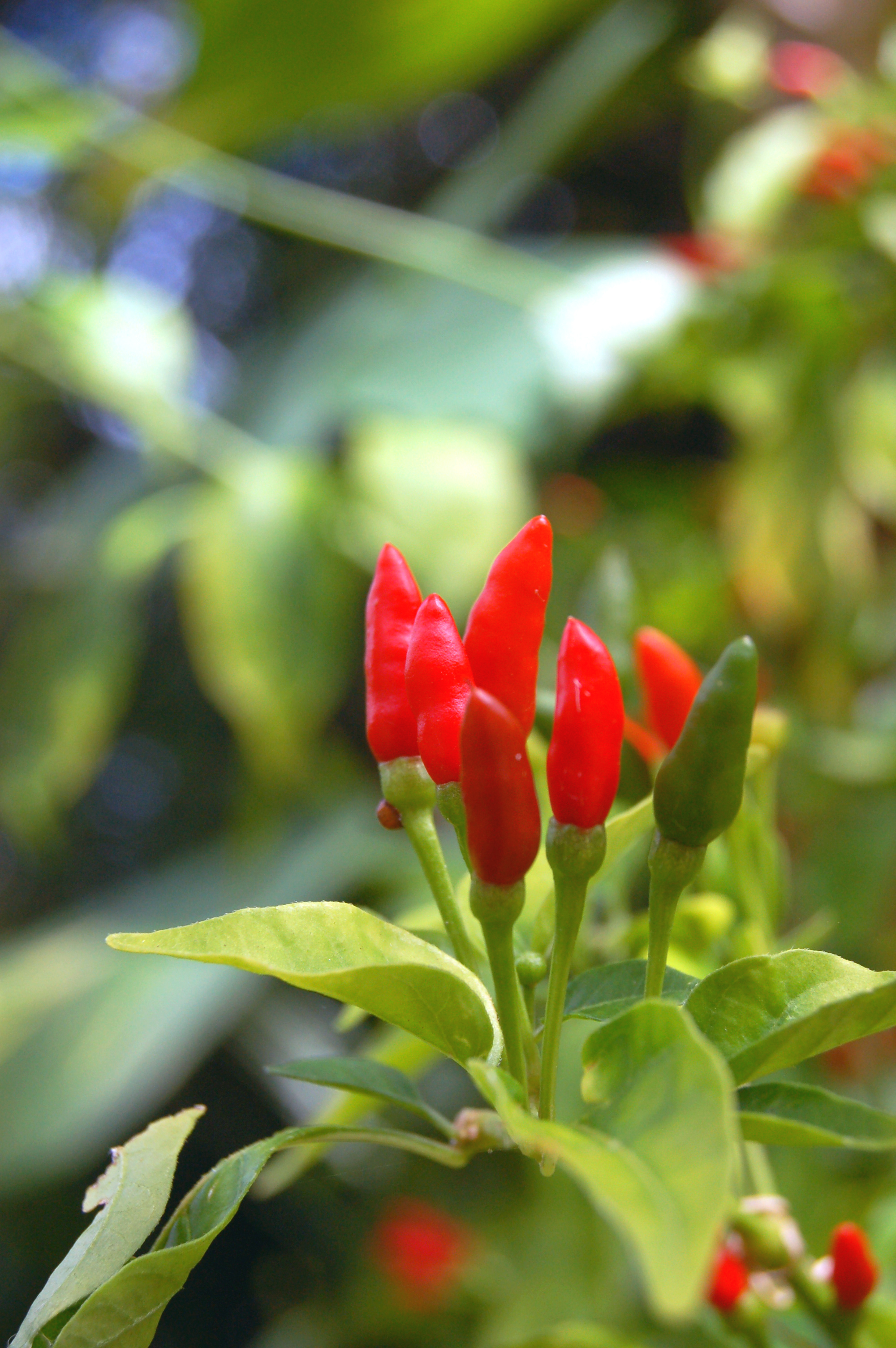
Piment œil d'oiseau poussant à l'état sauvage

Saipan compte 30 villages officiels. Cependant, beaucoup de villages sont divisés en zones ou quartiers comme Afetnas à San Antonio ou Tapochau et I Denne à Capitol Hill.
Les « subdivisions » sont notés SV ci-après.
- Achugao
- As Lito
- As Matuis
- As Perdido
- As Teo
- As Terlaje
- Capitol Hill SV: I Denne, Tapochau et Wireless Ridge
- Chalan Kanoa SV: Laly I, II, III et IV où se trouve le siège du diocèse de Chalan Kanoa
- Chalan Kiya
- Chalan Laulau SV: Quartermaster
- Chalan Piao
- Chinatown
- Dandan SV: Airport Road, Naftan et Obyan
- Fina Sisu
- Garapan
- Gualo Rai
- Kagman SV: I, II et III"
- Kannat Tabla
- Koblerville SV: As Gonno
- Lower Base
- Marpi
- Navy Hill SV: Chalan Galaide et Rapagao
- Oleai
- Papago
- Sadog Tasi SV: As Mahetog
- San Antonio SV: Afetnas
- San Roque
- San Vicente SV: Lao Lao Beach
- Susupe
- Tanapag

## Histoire

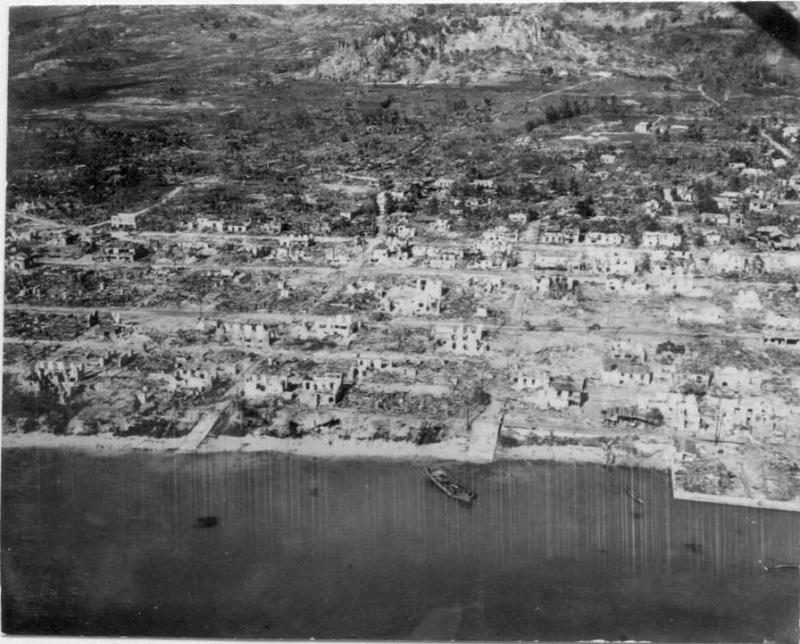
Vue aérienne de Garapan, la plus grande ville japonaise de Saipan, rasée par un bombardement naval américain

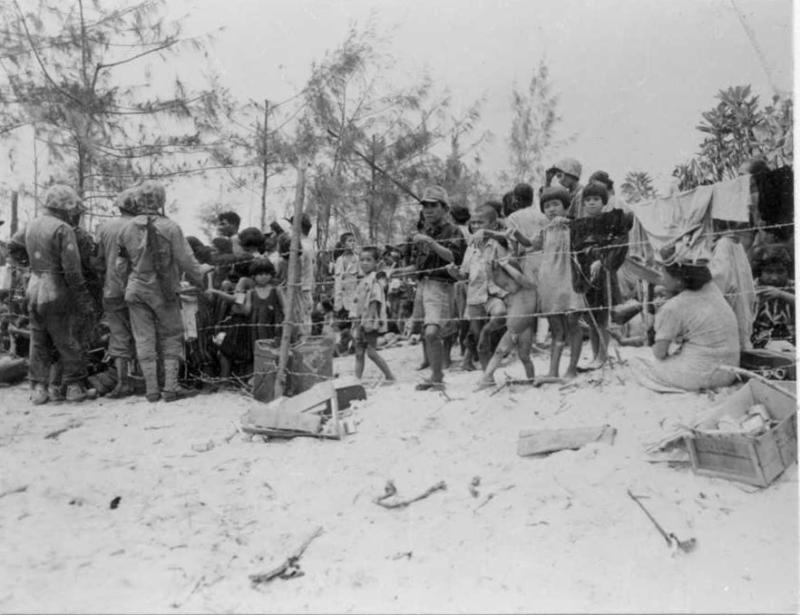
Civils japonais dans un camp temporaire d'internement, sous la garde de militaires (marines américains) ; 1944

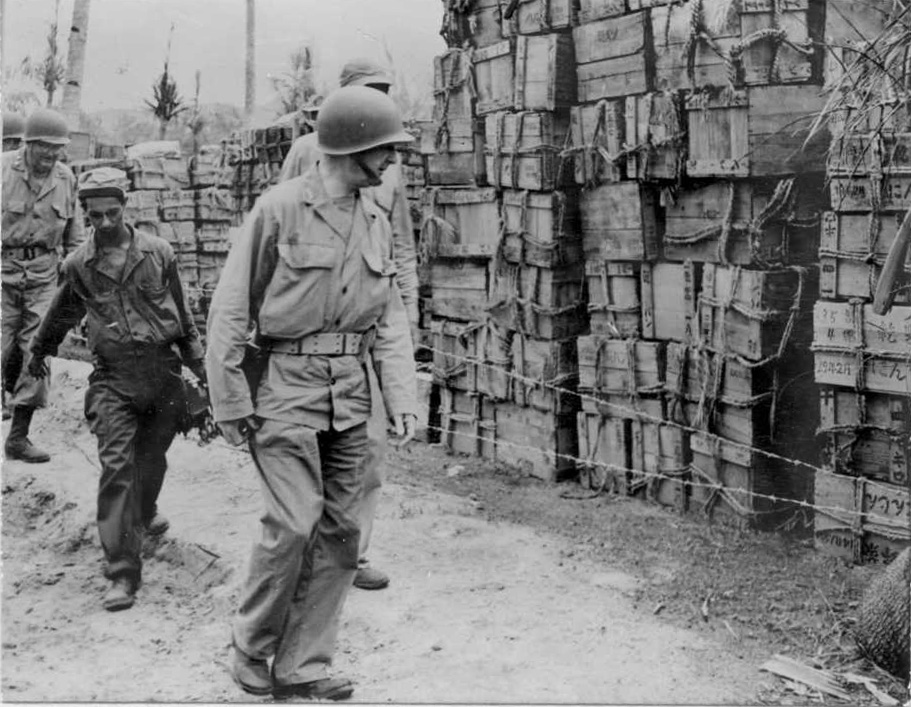
Le lieutenant-général Robert G. Richardson, Jr., commandant général de la CPA (Central Pacific Area) passe devant des réserves de denrées alimentaires capturées aux forces japonaises, et maintenant utilisées pour nourrir les civils de l'île de Saipan maintenus en camp de prisonniers (01/10/1944)

Possession espagnole jusqu'en 1899, puis allemande, Saipan devient territoire japonais en 1917.
Pendant la Seconde Guerre mondiale, le Corps des Marines des États-Unis d'Amérique envahit l’île le 15 juin 1944 et la conquit en trois semaines. La bataille de Saipan fut l'un des plus terribles moments de la guerre du Pacifique. En effet, les habitants japonais de l'île, qui fuyaient l'avancée des troupes alliées, se retrouvèrent bloqués par la mer. Près de mille civils japonais paniqués par l’arrivée des soldats américains et par la propagande japonaise qui les présentait comme des monstres, se suicidèrent en se jetant du haut de deux falaises (la falaise des Suicides et la falaise de Banzaï) dans l'océan par peur de tortures, de mauvais traitements, ou d'une mort encore plus horrible.
À la fin de la guerre, l'île est rattachée au Territoire sous tutelle des îles du Pacifique administré par les États-Unis. Depuis la dissolution de cette entité administrative, Saipan est la capitale Commonwealth des Îles Mariannes du Nord rattaché aux États-Unis.

### Préhistoire
(22 juillet 2016).
Le contenu est difficilement compréhensible vu les erreurs de traduction, qui sont peut-être dues à l'utilisation d'un logiciel de traduction automatique.
Des traces de vie humaine sédentaire remontant à plus de 4 000 ans ont été découvertes par des archéologues, y compris d'anciennes pierres de latte ainsi que d'autres artefacts montrant des affinités culturelles avec la Mélanésie, et des monuments de pierre semblables à ceux que l'on peut trouver en États fédérés de Micronésie et aux Palaos.

### Période coloniale espagnole
Saipan, ainsi que Tinian, fut repérée en premier lieu par les Européens lors de l'expédition espagnole de Fernand de Magellan, lors de son débarquement dans les îles Mariannes méridionales le 6 mars 1521. Gonzalo Gomez d'Espinosa l'a aperçu en 1522 à bord du navire espagnol Trinidad (qu'il commanda après la mort de Ferdinand Magellan) en tentant d'atteindre le Panama. Cela s'est passé à la suite de leur passage au large des îles Maug entre la fin août et la fin septembre. Gonzalo de Vigo résida dans l'île Maug du Trinidad de Gomez d'Espinosa, et durant les 4 années qui suivirent, il vécut avec les indigènes du peuple Chamorro. Il visita les 13 îles principales de l'archipel Marianne dont Saïpan. Les Européens retournent sur l'île à la suite du naufrage du Manila galleon Santa Margarita commandé par Juan Martin de Guillistegui, en février 1600. Les survivants restèrent pendant 2 ans jusqu'à ce que 250 furent secourus par le Santo Tomas et le Jesus Maria. Les Espagnols occupèrent officiellement l'île en 1668 avec des missionnaires en expédition de Diego Luis de San Vitores qui nomma l'île San José. À partir de 1670, l'île devint une station de ravitaillement régulière en eau et nourriture pour les Espagnols, et plus épisodiquement pour les Français, les navires navires anglais et néerlandais. La population diminua dramatiquement à cause des maladies transmises par les Européens ainsi que par des conflits armés. Les survivants durent se réfugier sur l'île de Guam en 1720. Soumis à la loi espagnole, l'île était développée en ranch pour élever le bétail, surtout des cochons, pour l'approvisionnement des galions de Manille espagnols en route pour Mexico.
Autour de 1815, de nombreux habitants des îles Carolines de Satawal s'installèrent à Saïpan alors que les Chamorros étaient emprisonnés à Guam, ce qui aboutit à une perte significative des terres et des droits pour les natifs Chamorros.

### Période coloniale allemande
Après la guerre hispano-américaine de 1898, Saïpan fut occupée par les États-Unis. Cependant, elle a été vendue par les Espagnols à l'empire germanique en 1899. L'île était administrée par les Allemands comme une partie de la nouvelle Guinée allemande, mais pendant la période allemande, il n'y a eu ni développement ni installation sur l'île, ce qui fit qu'elle resta sous contrôle espagnol et des propriétaires métis.

### Période coloniale japonaise
En 1914, pendant la Première Guerre mondiale, l'île fut capturée par l'empire du Japon. L'empire se vit attribuer le contrôle formel de l'île en 1918 par la Société des Nations comme une partie du mandat territorial de Nanyo. Militairement et économiquement, Saïpan était l'une des îles les plus importantes de Nanyo et devint le centre d'implantation ultérieur des Japonais. L'immigration commença dans les années 1920 via les ethnies japonaise, coréenne, taïwanaise, et okinawaïenne, qui développèrent de grandes plantations de sucre. Le Nanyo Kohatsu Kabushiki Kaisha construisit des raffineries de sucre, ils étendirent les infrastructures, dont les ports, les ateliers de construction navale, des aqueducs, des centrales électriques, des routes pavées et des écoles, ainsi que des lieux de divertissement et des sanctuaires shinto. En octobre 1943, Saïpan avait une population civile de 29 348 colons japonais et de 3 926 Chamorro et des autochtones carolines.

### Seconde Guerre mondiale

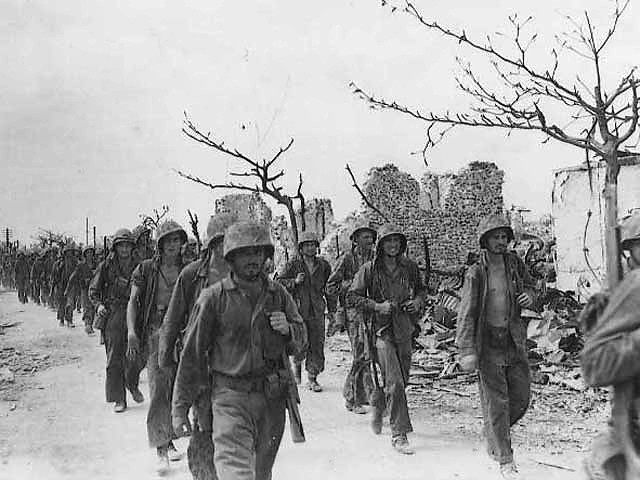
Marche des marines à travers Garapan, juillet 1944.

Le Japon considérait Saïpan comme un élément important de sa dernière ligne de défense. L'armée impériale japonaise et la garnison de la marine impériale japonaise de Saïpan construisirent à la fin des années 1930 de nombreuses batteries d'artillerie côtière, des dispositifs de défense en mer, des fortifications souterraines et une piste d'atterrissage. Au milieu de l'année 1944, environ 30 000 soldats étaient basés sur l'île. 

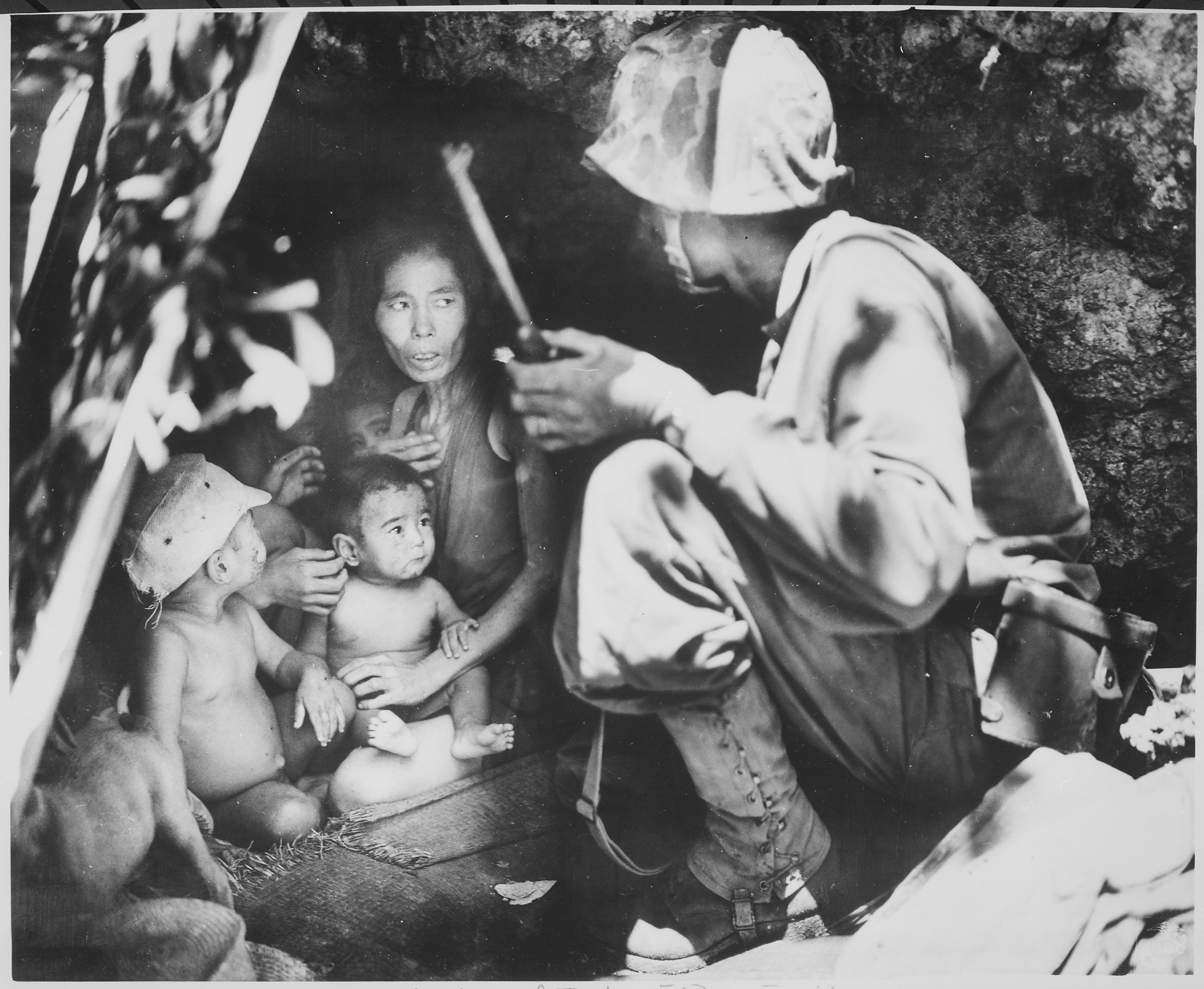
Un marine trouve une femme et ses quatre enfants cachés dans une grotte sous la montagne le 21 juin 1944.

La bataille de Saipan du 15 juin au 9 juillet 1944 fut l'une des campagnes les plus importantes de la Seconde Guerre mondiale. Les US Marines et l'armée US débarquèrent sur la plage au sud-ouest de l'île et passèrent trois semaines dans des combats lourds pour sécuriser l'île. Le combat a coûté 3 426 tués et 10 364 blessés aux Américains, et seulement 921 des 30 000 défenseurs japonais ont été capturés. Armes et tactiques de combats en zone rapprochée ont causé également de lourdes pertes chez les civils. Quelque 20 000 civils japonais périrent au cours du combat, incluant plus de 1 000 suicides en sautant de la falaise de Banzaï plutôt que d'être capturés.
Les Seabees (unité de génie militaire de l'US Navy) débarquèrent également pour participer au projet de construction. Avec la capture de Saïpan, l'armée américaine ne se trouvait plus qu'à 1 300 miles de l’archipel du Japon, ce qui plaçait la plupart des villes japonaises dans le rayon d'action des bombardiers Superfortress B-29. La perte de Saïpan a été un coup dur aussi bien pour les militaires que pour l'administration civile du premier ministre japonais Hideki Tojo, qui fut obligé de démissionner.
L'histoire est également rapportée au parc mémorial des Américains et au musée d'histoire et de la culture du nord des îles Marianne du Commonwealth. Après la guerre, presque tous les survivants japonais ont été rapatriés au Japon. Par la suite, les îles voisines de Tinian et de Guam furent capturées par les Américains.

### L'après-guerre à Saïpan
Après la fin de la Seconde Guerre mondiale, Saïpan devint membre du Territoire sous tutelle des îles du Pacifique. L'île continua à être utilisée par les militaires américains. Depuis 1978, l'île est devenue une municipalité du Commonwealth du nord des îles Mariannes. La présence militaire commença à être remplacée par le tourisme dans les années 1990, mais elle joue toujours un rôle important pour l'économie locale.
L'île était, ainsi que Camp Hale, dans le Colorado, aux États-Unis, utilisée pour l'entraînement de la guérilla tibétaine du Chushi Gangdruk, au sein du Programme tibétain de la CIA et en particulier dans l'opération ST Circus.

## Législation dérogatoire
Saipan est exempte de certaines lois fédérales, telles que celles relatives au travail et à l’immigration.
Par conséquent, un certain nombre d’entreprises se sont installées à Saipan où le salaire moyen est inférieur de moitié au salaire minimum américain, bien que les biens manufacturés de Saipan puissent porter la marque « made in the USA ».

## Politique
Le maire de Saipan est David M. Apatang, qui a prêté serment le 12 juin 2015.
Le gouverneur actuel est Ralph Torres, successeur d'Eloy Inos.